# Phum
Phum é o termo usado no Camboja para designar uma aldeia ou vila, pertencente a determinada cidade. O Phum faz parte de um distrito e está subordinado a um Sangkat, que são as comunas. O Phum é a menor das divisões administrativas no Camboja e está quase sempre delimitando uma área rural ou agrícola.